# Century Dictionary and Cyclopaedia
Century Dictionary and Cyclopaedia (abreviado Century Dict. Cyclop.) es un libro con ilustraciones y descripciones botánicas que fue escrito conjuntamente por William D. Whitney y Benjamin Smith Barton y publicado en Nueva York en 10 volúmenes en los años 1899 - 1910 con el nombre de Century Dictionary and Cyclopedia; a work of universal reference in all departments of knowledge, with a new atlas of the world ... .

## Publicación
Se publicaron varias ediciones: 1899 (10 vols); 1900 (10 vols); 1906-09 (10 vols); 1910 (vols. 1-12)
Los volúmenes: 1-8. Diccionario; vol. 9: Cyclopedia de nombres; vol. 10: Atlas; vols. 11-12: Suplementos; vols. 1-10 preparados bajo la supervisión de William D. Whitney y  Benjamin Smith Barton.